# Borogovo
Borogovo (cyr. Борогово) – wieś w Bośni i Hercegowinie, w Republice Serbskiej, w gminie Osmaci. W 2013 roku liczyła 252 mieszkańców.